# ジェヤワティ
ジェヤワティ Jeyawati は、白亜紀後期チューロニアンに生息していた鳥脚類の恐竜。原始的なハドロサウルス形類と考えられる。模式種 J. rugoculus のみから知られる。属名はズーニー族の言葉で「歪んだ歯」、種小名はラテン語で｢皺だらけの眼｣を意味し、本種の特徴をとらえている。

## 発見と分類
模式種 J. rugoculus は2010年に、ニューメキシコ州で発見された化石に基づいた記載された。ホロタイプ MSM P4166 はモレノヒル層で発見された。系統解析ではシュアングミアオサウルス、テルマトサウルス、バクトロサウルスよりも基盤的なポジションに位置づけられた。